# 圖蘭辛戈

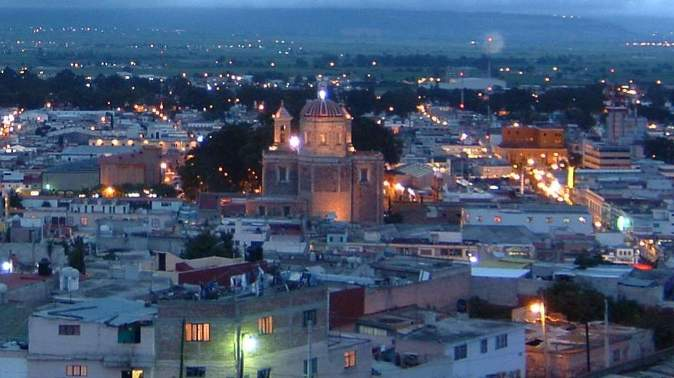

圖蘭辛戈是墨西哥的城市，由伊達爾戈州負責管轄，位於該國東部，距離首都墨西哥城93公里，面積290平方公里，海拔高度2,181米，主要經濟活動有農業、製造業、工業、採礦業和商業，2010年人口151,582。

## 外部連結
- Municipio Tulancingo Official website
- State of Hidalgo Official website